# 孔振
孔振（?—?），表字国文，唐朝时兖州曲阜县人。孔子四十代孫，孔萱玄孙，孔齊卿曾孙，孔惟晊之孙，孔策之子。
孔振举进士甲科，出任秘书省校书郎。后来担任兖州观察判官、监察御史、左补阙、水部员外郎。唐懿宗咸通四年（863年），孔振在曲阜为袭封文宣公，为第六代文宣公。他七十四岁去世，埋葬在孔林内孔子墓北侧。有子孔昭儉。

## 参看
- 孔子
- 孔子世家大宗世系
- 孔子世系
- 孔子世家大宗世系图
- 孔子世家总世系图 (中兴祖前)